# Bob Nastanovich
Robert "Bob" Nastanovich (né le 27 août 1967 à Rochester dans l'état de New York aux États-Unis) est un musicien américain. Il est principalement connu comme étant un membre du groupe de rock indépendant Pavement. Il a également joué au sein de Silver Jews, Ectoslavia, Pale Horse Riders et Misshapen Lodge.

## Biographie
Bob Nastanovich est né à Rochester dans l'état de New York. Il étudie à l'Université de Virginie, où il rencontre Stephen Malkmus et David Berman, qui formera Silver Jews. Les trois s'installent à Jersey City dans le New Jersey, où ils vivent et travaillent ensemble comme gardiens de sécurité dans divers musées d'art. Nastanovich est également chauffeur de bus et gérant de gare routière à New York City et à Hoboken. C'est durant cette période que Malkmus et son ami de longue date Scott Kannberg forment Pavement et enregistrent l'album Slanted and Enchanted dans le studio improvisé du batteur Gary Young. À la même époque, Nastanovich forme Silver Jews avec David Berman et Stephen Malkmus.
Nastanovich commence à collaborer avec Pavement en 1990, en tant que choriste, percussionniste, harmoniciste et claviériste. Au début, son rôle principal était d'assister l'excentrique Gary Young lorsqu'il était trop saoul pour jouer de la batterie en concert. Young sera ensuite remplacé par Steve West, mais Nastanovich restera dans le groupe. 
En concert, Nastanovich chante plusieurs chansons de Pavement, dont "Debris Slide", "Conduit for Sale" et "Unfair". Il est connu pour sa présence sur scène et son cri caractéristique.
Nastanovich a également joué sur plusieurs albums de Silver Jews. Il a organisé des tournées pour Stephen Malkmus and the Jicks, The Frogs, Huggy Bear, Fila Brazillia and Silver Jews. Il a aussi enregistré avec Palace Brothers, Tall Dwarfs et Pale Horse Riders. Nastanovich est aussi occasionnellement un membre du groupe de post-rock Misshapen Lodge, formé à Hull lors de l'une de ses visites dans la ville.
Il rejoint Pavement en 2010 pour une tournée mondiale.

## Courses de chevaux
Nastanovich est un fan de courses de chevaux pur-sang. Il élève plusieurs chevaux à Des Moines, dans l'Iowa, où il réside actuellement. Après la séparation de Pavement, il travaille comme agent de jockey pour le Greta Kuntzweiler et Joe Johnson.

## Vie personnelle
Nastanovich a épousé l'artiste Whitney Grey Courtney le 21 février 2009.
Il est actuellement pointeur intermédiaire pour Equibase et travaille aux Prairie Meadows à Altoona, dans l'Iowa. Il contribue aussi au Daily Racing Form en tant que journaliste et correspondant.
Le 27 août 2012, il assiste à une course de chevaux à Epson et devient le premier citoyen américain à avoir participé à des événements hippiques dans l'ensemble des 60 hippodromes britanniques. 

## Discographie
- 1991 – Early Times (Silver Jews)
- 1992 – Arizona Record (Silver Jews)
- 1993 – Watery, Domestic (EP) (Pavement)
- 1994 – Crooked Rain, Crooked Rain (Pavement)
- 1994 – Starlite Walker (Silver Jews)
- 1995 – Vituperate (Pale Horse Riders)
- 1995 – Wowee Zowee (Pavement)
- 1997 – Brighten the Corners (Pavement)
- 1999 – Terror Twilight (Pavement)
- 2005 – Tanglewood Numbers (Silver Jews)